# Filoxeno (retor)
Filoxeno (em latim: Philoxenus) foi um estudioso bizantino do final do século V ou começo do VI, ativo no Oriente. Retor, teria sido destinatário de duas cartas do sofista Dionísio de Antioquia, com quem estava familiarizado. Na primeira (epístola 14) é reprovado por Dionísio por não escrever e é estilizado como "orador direito" (ρέτωρ δεξιος), enquanto na segunda (epístola 25) é estilizado como "excelente amigo e orador" (φίλων άριστε και ρετορων).